# Olympia (Album)
Olympia ist das zweite Studioalbum der deutschen Band Ost+Front.

## Geschichte
Nach dem Erscheinen des Debütalbums 2012 folgte mit Bitte schlag mich am 27. September 2013 die erste EP. Das Album Olympia erschien am 7. Februar 2014 auf dem Label Out of Line und wurde von Rough Trade Distribution vertrieben.
Als Single wurde vorab der Titel Liebeslied am 20. Dezember 2013 ausgekoppelt. Am 28. November 2014 erschien mit Freundschaft die zweite Single. Musikvideos erschienen zu den Liedern  Mensch unter der Regie von Chris Creepy und zu Freundschaft unter der Regie von Silvan Büge.

## Allgemeines

### Versionen
Das Album Olympia wurde am 7. Februar 2014 in Deutschland veröffentlicht und erschien als CD, Deluxe-Ausgabe (enthält eine zusätzliche CD mit fünf zusätzlichen Titeln) und MP3-Download.

### Illustration
Unter dem hellen Schriftzug der Band Ost+Front steht der als Riese und in einer bedrohlichen Körperhaltung dargestellte Herrmann Ostfront hinter einer fiktiven, futuristischen Stadt. Davor sind die Porträts der restlichen Bandmitglieder abgebildet. Darunter befindet sich der Schriftzug des Albumtitels. Im Hintergrund nähern sich dunkle Wolken der Szenerie.

## Titelliste
| #  | Titel                  | Länge |
| -- | ---------------------- | ----- |
| 1  | Mensch                 | 3:56  |
| 2  | Ost+Front 2014         | 3:40  |
| 3  | Sonne, Mond und Sterne | 4:04  |
| 4  | Liebeslied             | 3:32  |
| 5  | Freundschaft           | 3:13  |
| 6  | Feuer und Eisen        | 4:19  |
| 7  | Anders                 | 3:31  |
| 8  | Goldmarie              | 3:38  |
| 9  | Perfekt                | 3:17  |
| 10 | Dein Und Mein          | 4:41  |
| 11 | Harte Welt             | 3:08  |
| 12 | Feuerwasser            | 4:21  |
| 13 | Kaltes Herz            | 4:25  |

| # | Titel              | Länge |
| - | ------------------ | ----- |
| 1 | Ost+Front 2008     | 4:06  |
| 2 | Vergiss mein nicht | 4:26  |
| 3 | So lang            | 5:17  |
| 4 | Winter Ade         | 5:32  |
| 5 | Muttertag          | 2:32  |

## Charterfolge
Das Album erreichte Platz 25 der deutschen Albumcharts und hielt diese Position für eine Woche.

## Rezensionen
Auch das zweite Album wurde von der Fachpresse mit Rammstein verglichen.

„Fazit: Ich muss für Ost+Front an dieser Stelle mal eine Lanze brechen. Wenn man sich so im Internet um guckt, findet man oft Berichte, die die Band von vornherein verteufeln, weil sie angeblich nur einen billigen Rammstein-abklatsch darstellt. Wenn ich so etwas lese, frage ich mich ernsthaft; was der Mist soll. Ich werde das Gefühl nicht los, dass sich viele nicht mit der Band auseinander setzen wollen. Natürlich sind ganz klar Einflüsse von Rammstein vorhanden und teilweise wird auch ganz eklatant von Rammstein geklaut. Ost+Front 2014 ist eine Mischung aus Links 2 3 4 und Rammlied. Aber trotzdem machen es sich viele zu einfach, wenn sie Ost+Front in die „Nachmacherschublade“ stecken. Die Band hat eigene ausgefallene und raffinierte Lyrics und gerade in Olympia sieht man, dass sich Ost+Front selber findet und vor allem eigenständig ist. Ich kann jedem nur raten, sich ein eigenes differenziertes Bild über die Band zu bilden und nicht von vornherein in das gleiche stupide Schubladendenken zu verfallen.“

„FAZIT: Eine fähige Band und ein passables Album. Gäbe es RAMMSTEIN nicht.“